# Еціо Ді Маттео
Еціо Ді Маттео (італ. Ezio Di Matteo; нар. 2 листопада 1948) — колишній італійський тенісист.
Найвищим досягненням на турнірах Великого шолома було 2 коло в одиночному та парному розрядах.

## Фінали Гран-прі за кар'єру

### Парний розряд: 1 (0–1)
| Результат | В-П | Дата     | Турнір             | Покриття | Партнер          | Суперники                   | Рахунок       |
| --------- | --- | -------- | ------------------ | -------- | ---------------- | --------------------------- | ------------- |
| Поразка   | 0–1 | Сер 1971 | Сенігаллія, Італія | Ґрунт    | Тоніно Цугареллі | Атет Віджоно Гондо Віджоджо | 5–7, 6–3, 5–7 |